# Сквер Перемоги (Харків)
У Вікіпедії є статті про інші площі з назвою Сквер Перемоги
Сквер Перемоги (Сквер «Перемога») — міський сквер у Харкові. Розташований у центральній частині міста між вулицями Сумська, Чернишевська, вулиця Жон Мироносиць та Скрипника навпроти Харківського театру опери та балету.

## Історія забудови

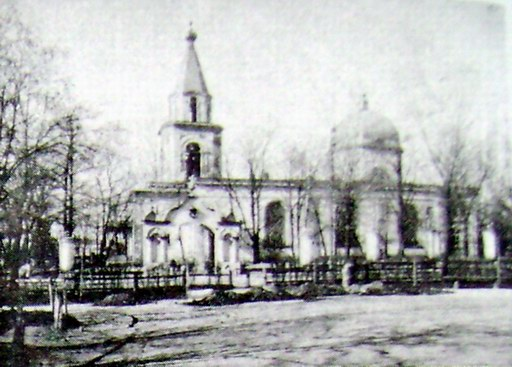
Мироносицька церква, що стояла на кладовищі на місці скверу

Сквер було закладено в 1946 році за проєктом архітекторів О. М. Касьянова, В. І. Коржа та Г. С. Маяка. До війни на місці скверу розташовувалося тролейбусне депо, зведене у 30-х роках XX століття на місці Мироносицького майдану, Мироносицької церкви та цвинтаря.
Будівництво скверу проводилось здебільшого не за бюджетні кошти, а силами харків'ян, які приходили туди у вільний час та цілком безплатно закладали цей сквер під монумент Перемоги.
У 1947 році на території скверу була споруджена альтанка-фонтан «Дзеркальний струмінь», яка згодом стала одним із найбільш відомих символів міста Харків.
23 серпня 2004 року в сквері встановлено пам'ятник українському меценату, промисловцю, громадському діячу Олексію Алчевському, що жив поруч. Пам'ятник є подарунком міста Алчевська до святкування 350-річчя заснування Харкова. Розташований на розі вулиць Чернишевської та Жон Мироносиць.
29 січня 2006 року Харківською обласною організацією Громадянської партії «Пора» в сквері встановлено пам'ятний знак «студентам-героям, що віддали своє життя за рідну землю, за свободу, за Україну», присвячений героям битви за станцію Крути. У 2007 році був демонтований невідомими, але згодом повернений на місце. У грудні 2009 року через негоду і неякісне кріплення пам'ятник впав, після чого його передали на зберігання місцевому осередку «ВО Свобода». 30 червня 2011 року Харківський окружний адміністративний суд задовольнив позов Харківської міськради про заборону проведення акції з відновлення пам'ятника Героям Крут.

У 1958 році, під час святкування 40-річчя Ленінського комсомолу, на території скверу було закладено алею героїв-комсомольців, яка пройшла крізь сквер від Дзеркального струменя до двору будинку № 15 по вул. Чернишевській. Уздовж алеї на круглих білих постаментах розмістились бронзові бюсти: Миколи Островського (скульптор Дмитро Сова), Зої Космодем'янської (скульптор Ігор Ястребов), Олександра Матросова (скульптор О. О. Івченко), Олега Кошового (скульптор В. П. Петренко), Олени Убийвовк (скульптор В. Ю. Обідон), Вані Минайленко (скульптор М. Н. Михайловський), Олександра Зубарева (скульптор Б. К. Волков) та Галини Нікітіної (скульптор Л. Г. Жуковська). У кінці алеї було встановлено стелу, на яку нанесені шість орденів, отриманих комсомолом та висічений текст:
Герої полягли за Батьківщину, Але живуть у нинішніх ділах.
І вічно буде комсомольська зміна

Тримати їхній прапор у руках
Алея була демонтована 24 листопада 2013 року у рамках підготовки до будівництва на території скверу нової Мироносицької церкви.. Церкву було відкрито 25 серпня 2015 року.

## Галерея

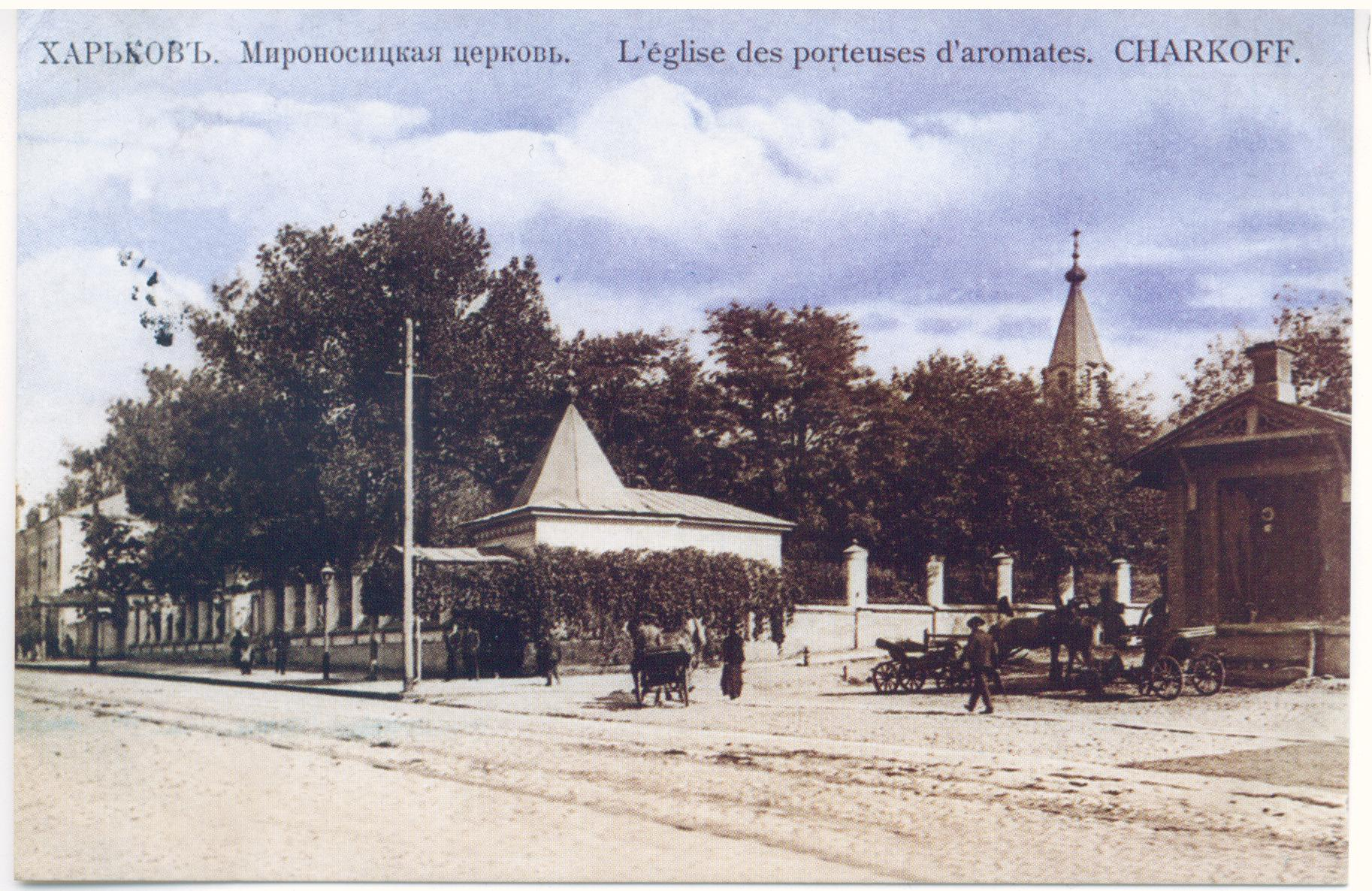
Мироносицька площа наприкінці ХІХ — на початку ХХ століття
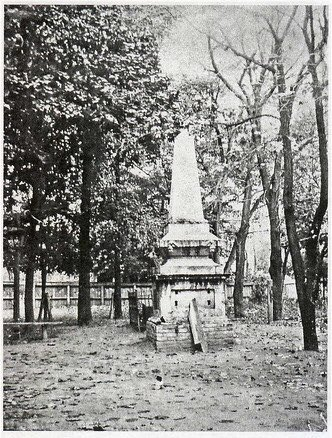
Одне з поховань, що існувало на території скверу
Сквер і Дзеркальний струмінь до зведення церкви
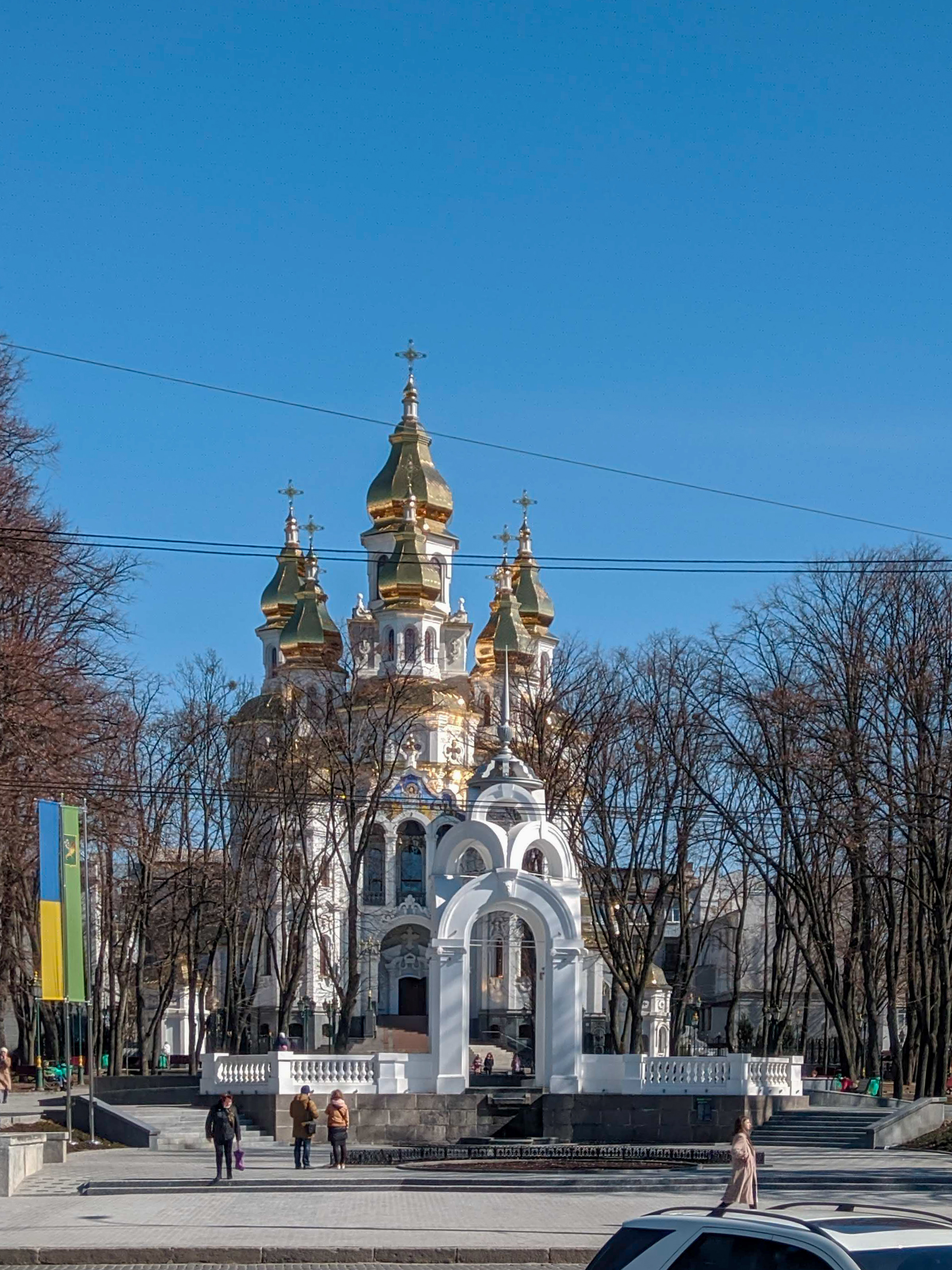
Сквер після зведення церкви
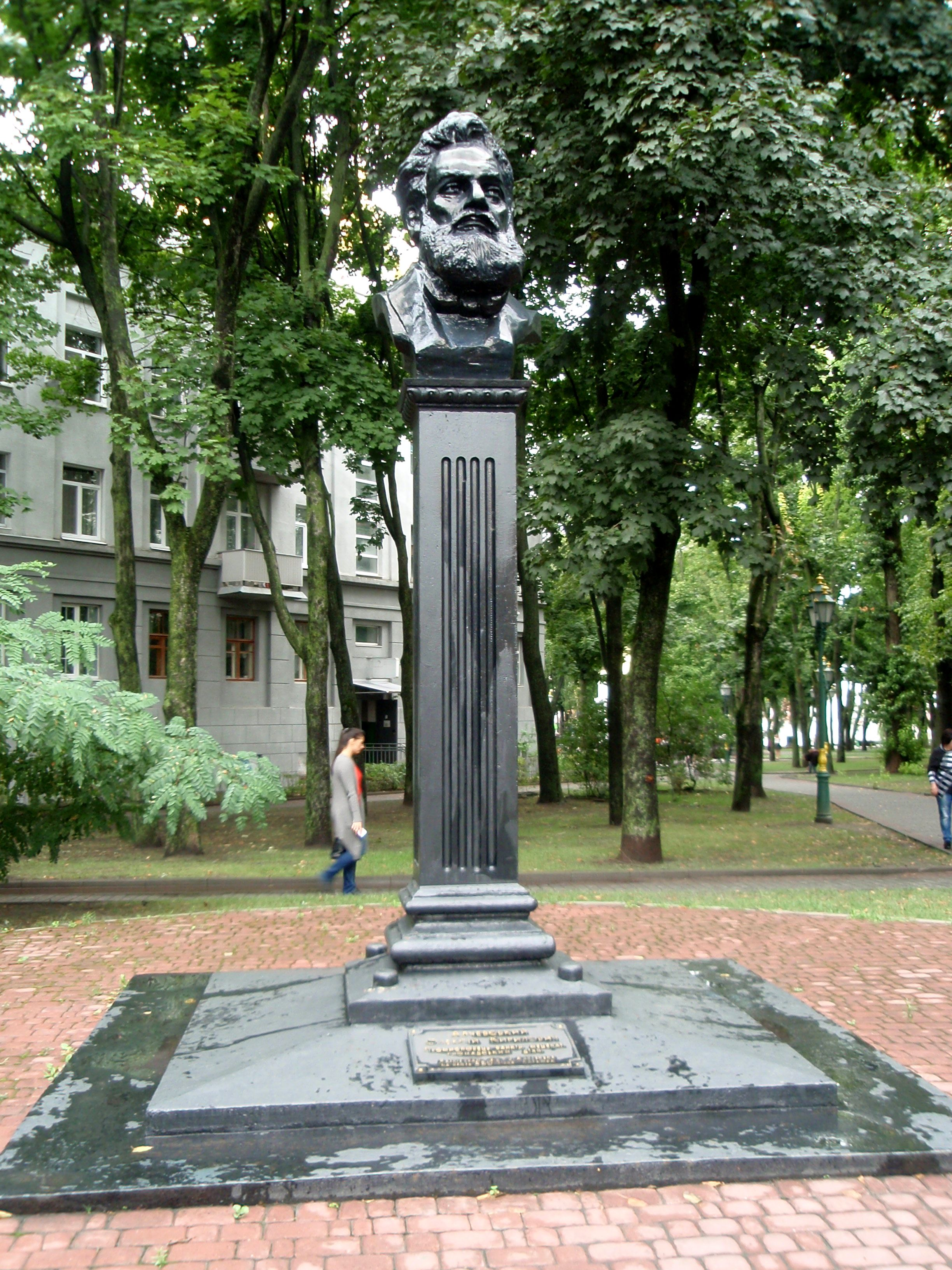
Пам'ятник Алчевському в сквері
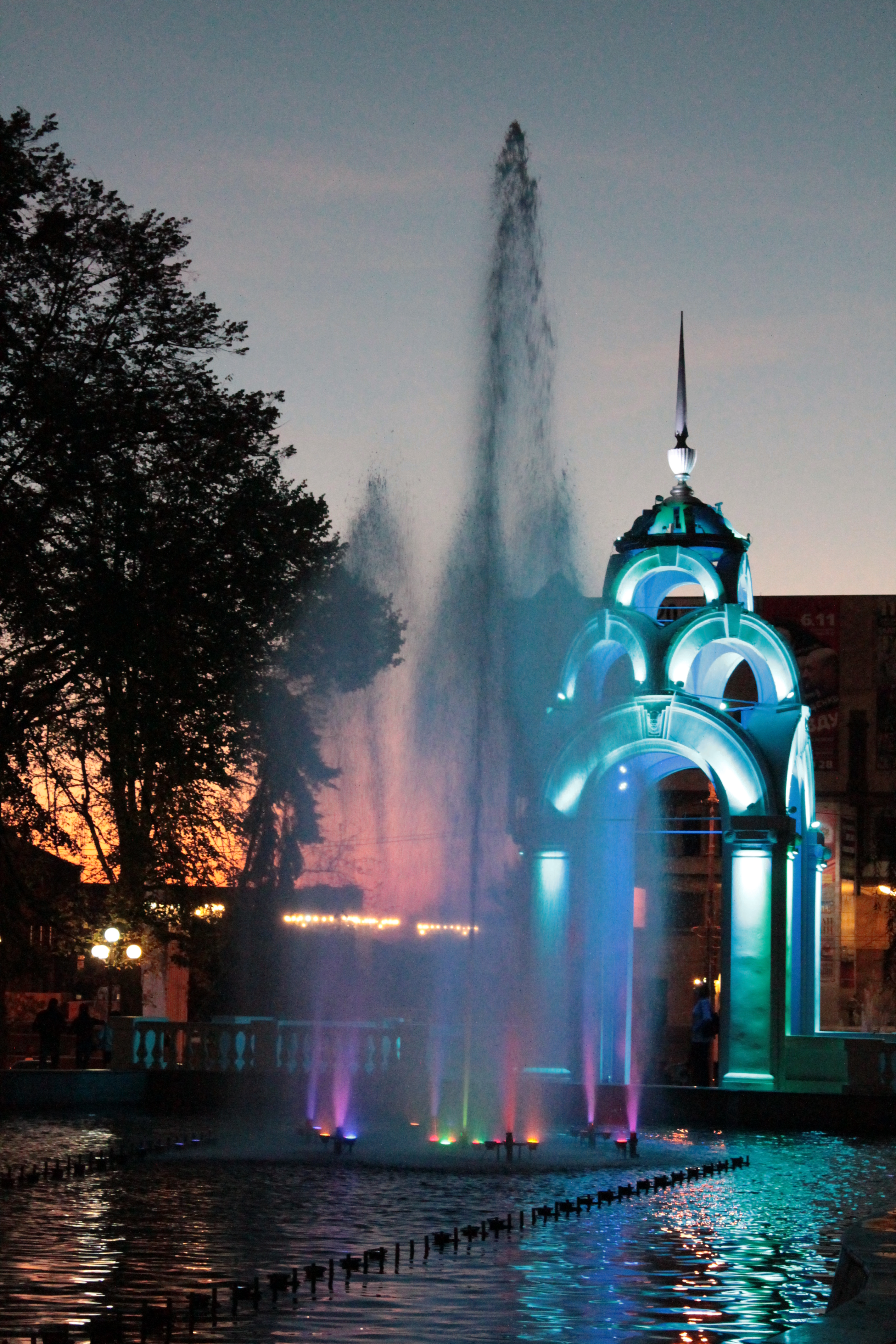
Водограй у сквері
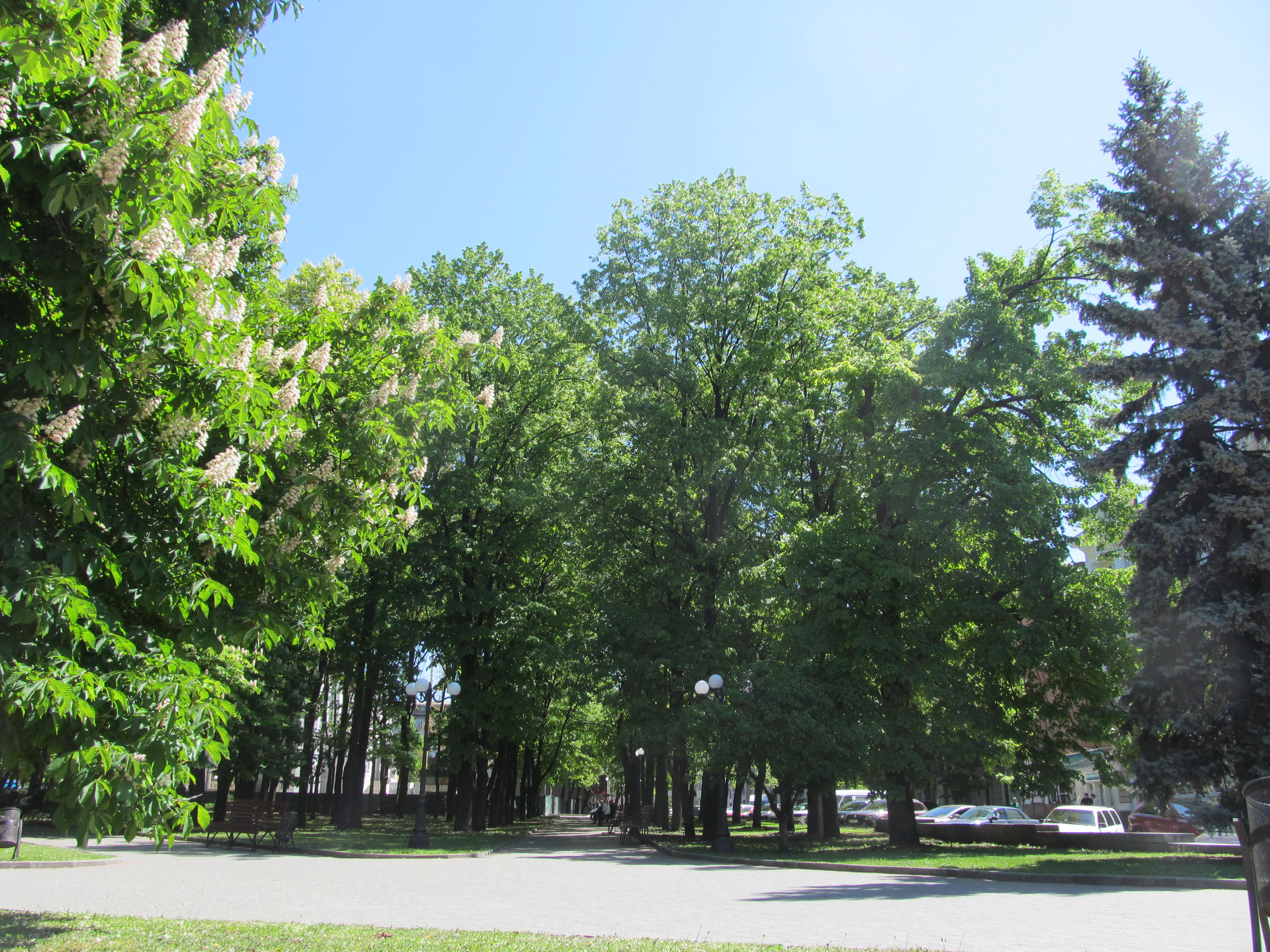
Вид на сквер з боку вулиці Чернишевської
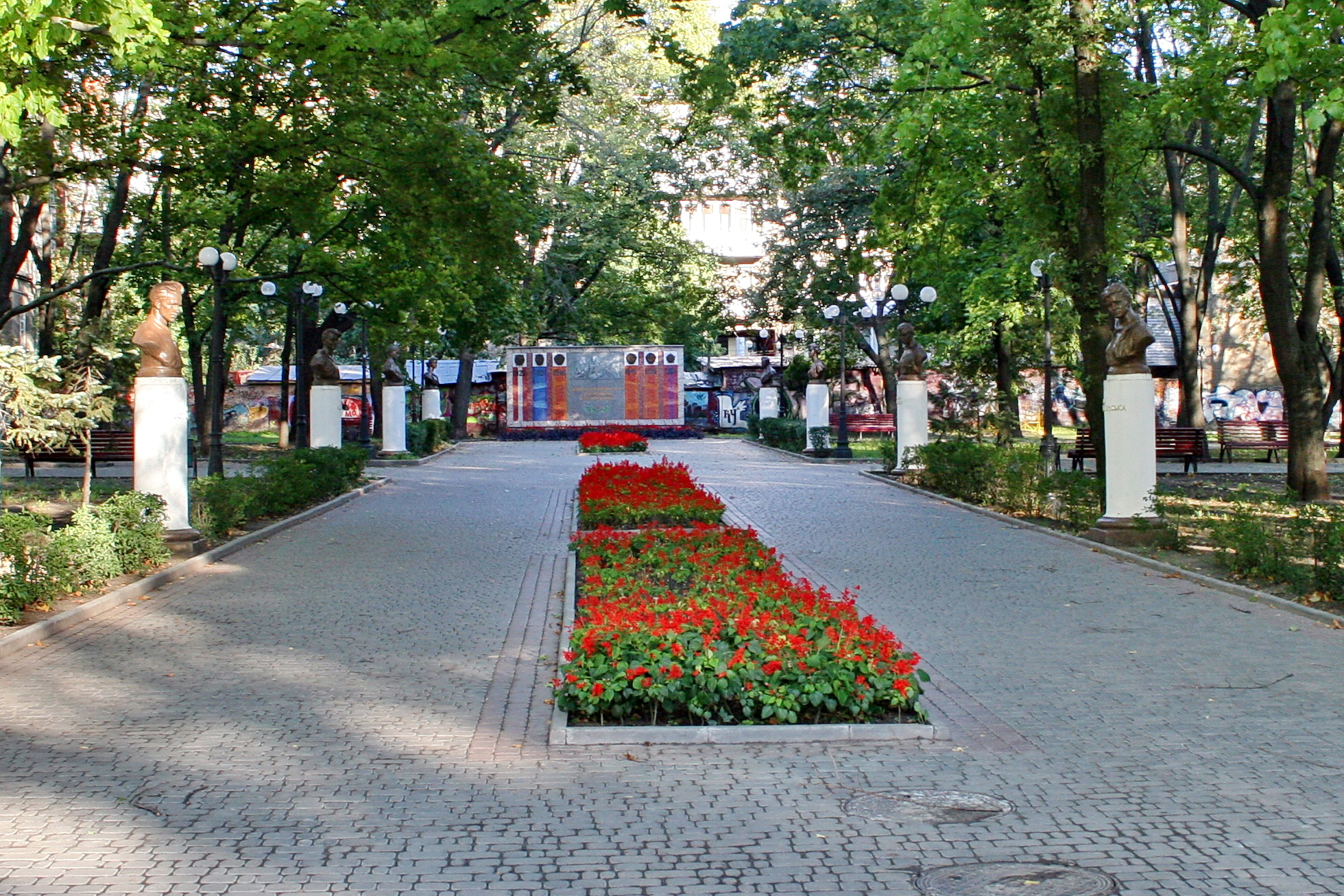
Алея героїв-комсомольців (демонтована)